# Список служб и инструментов «Яндекса»
Помимо поисковых услуг, Яндекс предлагает ряд служб и инструментов для различных нужд пользователей.
Большинство из них — веб-приложения, требующие от пользователя только наличия браузера, в котором они работают, и интернет-подключения. Это позволяет использовать данные в любой точке планеты и не быть привязанным к одному компьютеру. Некоторые из служб нуждаются в установке дополнительных программ (проигрывателя «флэш»-графики или клиента для мгновенных сообщений), кроме того, для комфортной работы необходимо высокоскоростное подключение (от 512 КБ/с для Яндекс.Видео, от 256 КБ/с для Яндекс.Карт).

## Веб-сервисы

### Поисковые
| Сервис                  | URL                  | Описание | Годы работы |
| ----------------------- | -------------------- | --- | ----------- |
| Яндекс.Поиск            |                      | Поиск по всему Интернету | с 1997 года |
| Аскетичный поиск        |                      | Упрощённая версия страницы | с 2000 года |
| Yandex.com              |                      | Поиск по англоязычному интернету, выступает в качестве тестовой площадки, для отработки новых дизайнерских и инженерных решений                                               | с 2010 года |
| Расширенный поиск       |                      | Набор инструментов для ограничения результатов поиска по дате, сайту, языку, типу документа и т. п.                                                                           | ?           |
| Яндекс.Патенты          |                      | Поиск по патентным документам | с 2019 года |
| Яндекс.Картинки         |                      | Поиск изображений | с 2003 года |
| Яндекс.Видео            |                      | Поиск видеороликов | с 2008 года |
| КиноПоиск               |                      | Крупнейший киносайт рунета с возможностями социальной сети | с 2003 года |
| КиноПоиск HD            |                      | Онлайн-кинотеатр с доступом по подпискам. Изначально назывался «КиноПоиск+»                                                                                                   | с 2015 года |
| Яндекс.Музыка           |                      | Каталог легально размещённой музыки для прослушивания. В 2019 году была добавлена возможность прослушивания подкастов.                                                        | с 2010 года |
| Яндекс.Радио            |                      | Бесконечный поток музыки в жанре или в стиле определенного исполнителя, подобранный индивидуально для каждого пользователя                                                    | с 2015 года |
| Блоги                   |                      | Поиск по ресурсам, имеющим RSS-представление, а также рейтинг актуальных запросов, популярных категорий и новостей                                                            | с 2004 года |
| Яндекс для медиа        |                      | Новости, написанные роботами | с 2010 года |
| Поиск по изображениям   |                      | Поиск изображений по заданному образцу; картинку можно загрузить с компьютера пользователя, но есть возможность указать интернет-адрес изображения                            | с 2013 года |
| Яндекс.Карты            |                      | Поисково-информационная картографическая служба Яндекса. С мая 2020 года дополнена функционалом приложения Яндекс.Транспорт                                                   | с 2004 года |
| Яндекс.Навигатор        |                      | Навигационное приложение для мобильных устройств | с 2012 года |
| Яндекс.Народная карта   |                      | Служба, предоставляющая пользователям возможность самим нарисовать и редактировать схематическую карту знакомой местности.                                                    | с 2010 года |
| Яндекс.Новости          |                      | Главные новости дня, полученные из основных СМИ, представленных в Интернете. Есть возможность поиска по новостям, а также подписки на новости по заданному поисковому запросу | с 2000 года |
| Яндекс.Панорамы         |                      | Трёхмерные панорамы улиц городов России, Белоруссии, Украины, Казахстана и Турции                                                                                             | с 2009 года |
| Яндекс.Парковки         | -                    | Приложение для поиска свободной парковки | с 2015 года |
| Яндекс.Пробки           | (недоступная ссылка) | Информация о дорожных пробках в реальном времени | с 2006 года |
| Яндекс.Метро            |                      | Схемы метро Москвы, Санкт-Петербурга, Новосибирска, Екатеринбурга, Нижнего Новгорода, Казани, Самары, Киева, Харькова, Минска                                                 | с 2007 года |
| Карта Яндекс.Расписаний |                      | Раздел Яндекс.Расписаний, где видны месторасположения самолётов, поездов и автобусов на карте                                                                                 |             |

### Рыночно-поисковые и услуги
| Сервис              | URL | Описание | Годы работы  |
| ------------------- | --- | --- | ------------ |
| Auto.ru             |     | Поиск объявлений о продаже автомобилей                                                                                 | с 2008 года  |
| Яндекс.Афиша        |     | Информация о доступных мероприятиях: кино, театр, концерты, спорт, клубы и т. д.                                       | с 2005 года  |
| Яндекс.Билеты       |     | профессиональная билетная система, которая позволяет управлять продажей билетов на мероприятия.                        | с 2014 года  |
| Яндекс.Еда          |     | Сервис заказа быстрой доставки еды из ресторанов и продуктов из магазинов через мобильные приложения или веб-сайт.     | с 2018 года  |
| Яндекс.Лавка        |     | Сервис заказа продуктов и хозяйственных товаров на дом с локальных складов через мобильное приложение или веб-сайт.    | с 2019 года  |
| Яндекс.Маркет       |     | Поиск предложений по продаже товаров и услуг, подбор моделей, а также возможна покупка без перехода на сайт магазина   | с 2000 года  |
| Яндекс.Недвижимость |     | Поиск объявлений о продаже и аренде квартир, домов и комнат                                                            | с 2010 года  |
| Яндекс.Путешествия  |     | Поиск туристических поездок и покупка билетов                                                                          | с 2015 года  |
| Яндекс.Работа       |     | Поиск вакансий | с 2010 года  |
| Яндекс Смена        |     | Поиск дополнительного заработка, подработки рядом с домом                                                              | c 2023 года  |
| Яндекс.Такси        |     | Заказ такси онлайн | с 2011 года  |
| Яндекс.Услуги       |     | Поиск услуг и специалистов                                                                                             | с 2018 года  |
| Яндекс.Шеф          |     | Доставка продуктов и рецептов к двери. «Партия еды» стала сервисом Яндекса. Затем была переименована в «Яндекс.Шеф»    | до 2018 года |
| Яндекс.Практикум    |     | Сервис онлайн-образования, с IT-профессиями, есть Журнал «Код»: thecode.media                                          | с 2019 года  |
| Яндекс.Здоровье     |     | Сервис онлайн-консультации с врачом                                                                                    | с 2016 года  |
| Яндекс.Драйв        |     | сервис каршеринга. Работает в Москве с февраля 2018 года, с декабря 2018 в Санкт-Петербурге и с мая 2019 года в Казани | с 2017 года  |
| Яндекс.Заправки     |     | |              |

### Справочно-информационные
| Сервис               | URL | Описание                                                                              | Годы работы |
| -------------------- | --- | ------------------------------------------------------------------------------------- | ----------- |
| Яндекс Погода        |     | Прогноз погоды                                                                        | с 2000 года |
| Яндекс.Телепрограмма |     | Программы центральных, региональных и спутниковых каналов ТВ                          | с 2001 года |
| Яндекс.Время         |     | Разница во времени между городами                                                     | с 2008 года |
| Яндекс.Справочник    |     | Информационно-справочная система, содержащая информацию об организациях               | ?           |
| Яндекс.Переводчик    |     | Служба машинного перевода                                                             | с 2011 года |
| Яндекс.Расписания    |     | Расписания поездов, самолётов, пригородных электричек и автобусов                     | с 2008 года |
| Яндекс.Технологии    |     | API сервисов и не только                                                              | ?           |
| Яндекс.Интернетометр |     | Информация об IP, браузере, компьютере                                                | с 2008 года |
| Яндекс.Радар         |     | Рейтинг сайтов, ОС, поисковиков                                                       | ?           |
| Яндекс.Спорт         |     | Новости спорта и киберспорта, расписание и результаты матчей, онлайн-трансляции и пр. | ?           |

### Образовательные
| Сервис           | URL | Описание | Годы работы |
| ---------------- | --- | --- | ----------- |
| Яндекс.Школа     |     | Комплекс образовательных проектов Яндекса | с 2020 года |
| Яндекс.Учебник   |     | Сервис для учителей начальной школы с заданиями по окружающему миру, математике и русскому языку для 1-5 классов. Включает автоматическую проверку задач и обратную связь для учеников и учителей | с 2018 года |
| Яндекс.Уроки     |     | Видеоуроки по 15 предметам для 5-11 классов от ведущих педагогов России на Яндекс.Эфире | с 2020 года |
| Яндекс.Репетитор |     | Демонстрационные варианты ЕГЭ и ОГЭ | с 2010 года |
| Я.Учитель        |     | Материалы в помощь учителю для организации дистанционного обучения | с 2020 года |

### Рекламные и статистические
| Сервис                         | URL | Описание                                                                                           | Годы работы |
| ------------------------------ | --- | -------------------------------------------------------------------------------------------------- | ----------- |
| Яндекс.Метрика                 |     | Измерение трафика, анализ поведения пользователей и оценка эффективности рекламных кампаний        | с 2009 года |
| Яндекс.Директ                  |     | Система размещения контекстной рекламы с оплатой по кликам                                         | с 2001 года |
| Рекламная сеть «Яндекса» (РСЯ) |     | Система, позволяющая владельцам сайтов зарабатывать, размещая блоки Яндекс.Директа на своих сайтах | с 2005 года |
| Яндекс.Взгляд                  |     | Исследование целевых аудиторий с помощью опросов                                                   | с 2018 года |
| Яндекс.Дисплей                 |     | Медийная реклама                                                                                   | с 2018 года |

### Для бизнеса
| Сервис               | URL  | Описание | Годы работы |
| -------------------- | ---- | --- | ----------- |
| Яндекс.Коннект       |      | Сервисы Яндекса для совместной работы в облаке. | с 2017 года |
| Яндекс.Касса         |      | Платежное решение Яндекс.Денег, которое позволяет интернет-магазинам принимать деньги самыми популярными способами — с банковских карт, электронными деньгами, наличными и в кредит           | с 2015 года |
| Яндекс.Телефония     |      | Служба для обработки входящих звонков малому и среднему бизнесу. Позволяет размещать в единую ленту клиентские сообщения из различных источников, включая телефонные вызовы и социальные сети | с 2016 года |
| Яндекс.Вебмастер     |      | Инструмент для управления сайтом в поиске | ?           |
| Яндекс.Трекер        |      | Сервис для управления проектами и контроля выполнения задач. В составе Коннекта | с 2017 года |
| Яндекс.Облако        |      | Интеллектуальная облачная платформа Яндекса | с 2018 года |
| Поиск для сайта      |      | Готовая поисковая система для установки на веб-сайт | с 1996 года |
| Яндекс.Вики          |      | База знаний организации. В составе Коннекта | ?           |
| Почта для домена     |      | Почта с адресом вашего сайта. В составе Коннекта | ?           |
| Яндекс.ОФД           |      | ? | ?           |
| Яндекс Доставка      |      | Доставка для интернет-магазинов | с 2015 года |
| Яндекс.Магистраль    | [74] | Инновационная система управления перевозками и логистикой | с 2022 года |
| Яндекс Маршрутизация |      | Сервисы для решения логистических задач бизнеса в городской среде | с 2017 года |

### Персонализированные
| Сервис           | URL | Описание | Годы работы   |
| ---------------- | --- | --- | ------------- |
| Yandex Pay       |     | Платёжная система. Пользователь может вводить, сохранять данные банковских карт, управлять ими, использовать их в целях для оплаты в адрес Продавца, подключенного к Yandex Pay. | с 2021 года   |
| Яндекс.Деньги    |     | Платёжная система | 2002—2020 гг. |
| Яндекс.Дзен      |     | Рекомендательная служба для чтения публикаций СМИ и не только. | с 2016 года   |
| Яндекс.Диск      |     | Облачное хранилище данных | с 2012 года   |
| Яндекс.Календарь |     | Бесплатный персональный информационный менеджер, разработан в рамках проекта Яндекс.Нано                                                                                         | с 2007 года   |
| Яндекс.Паспорт   |     | Управление профилем пользователя | с 2000 года   |
| Яндекс.Почта     |     | Электронная почта | с 2000 года   |
| Яндекс.Коллекции |     | Сервис для обмена коллекциями фото | ?             |

### Социальные сервисы
| Сервис            | URL | Описание | Годы работы |
| ----------------- | --- | --- | ----------- |
| Яндекс.Мессенджер |     | Мессенджер от Яндекса. Сначала разрабатывался как внутренний проект компании, затем — как служба в составе Яндекс.Коннекта (Ямб). Сейчас объединены в один продукт — Мессенджер (ранее Яндекс.Чаты). Интегрирован на главную страницу Яндекса, Яндекс.Браузер и другие продукты. | ?           |
| Яндекс.Кью        |     | Сервис вопросов и ответов, результат объединения Яндекс.Знатоков и TheQuestion Тони Самсоновой | с 2019 года |
| Яндекс.Телемост   |     | Видеовстречи по ссылке. В Телемосте можно устраивать видео-конференции, отправив ссылку другим пользователям. Встречи можно проводить в программе для компьютера, в приложении для телефона или в браузере. Кроме видео-конференций доступны демонстрация рабочего стола, текстовый чат и передача файлов. Встречи не ограничены по длительности и могут объединять до 35 участников. Ссылки на них доступны в течение 24 часов. | с 2020 года |

### Прочие
| Сервис                   | URL | Описание | Годы работы   |
| ------------------------ | --- | --- | ------------- |
| Яндекс.Баланс            |     | Биллинговая система, в которую стекаются данные обо всех платежах наших клиентов (например, для пользователей Яндекс.Директа или магазинов-партнёры Яндекс.Маркета) | с 2003 года   |
| Яндекс.Статистика        |     | Статистика сервисов Яндекса | ?             |
| Яндекс.Сувениры          |     | Каталог сувениров из магазина и музея Яндекса | с 2010 года   |
| Почтовый офис            |     | Инструмент e-mail маркетинга, с помощью которого отправители писем могут проверить эффективность своих рассылок | 2013 — 2018±2 |
| Яндекс.Рефераты          |     | Автоматическое создание текстов статей онлайн | с 2006        |
| Яндекс.Разговор          |     | Приложение, призванное помочь глухим и слабослышащим людям общаться, переводя устную речь в текст и обратно | с 2015 года   |
| Яндекс.Терра (Сейсмотек) |     | Служба для обработки геолого-геофизических данных | с 2012 года   |
| Яндекс.DNS               |     | Бесплатный DNS-сервис, блокирующий опасные сайты и сайты для взрослых | с 2013 года   |
| Яндекс.OAuth             |     | Доступ к службам Яндекса по протоколу OAuth | с 2010 года   |
| Яндекс.Mirror            |     | Зеркало основных дистрибутив Linux, а также FreeBSD и других проектов | с 2007 года   |
| Яндекс.XML               |     | Служба, позволяющая совершать автоматические поисковые запросы к Яндексу и получать ответы в формате XML | с 2003 года   |
| Яндекс.Толока            |     | Инструментарий для улучшения поиска на основе пожеланий пользователей: Яндекс предлагает за вознаграждение выполнить ряд заданий по оценке релевантности поисковой выдачи. Служба работает при поддержке калифорнийского подразделения Яндекс.Лабс, оплата производится в долларах США    | с 2014 года   |
| Яндекс.Плюс              |     | Подписка на Музыку, КиноПоиск, Такси и другие сервисы Яндекса | с 2018 года   |
| Яндекс.Игры              |     | каталог браузерных игр, которые можно запускать как на мобильных телефонах, так и на компьютерах. Игры из каталога встроены на главную Яндекса, мобильный Яндекс.Браузер и приложение | ?             |
| Алиса                    |     | Виртуальный ассистент (голосовой помощник), распознает естественную речь, имитирует живой диалог, даёт ответы на вопросы пользователя и, благодаря запрограммированным навыкам, решает прикладные задачи. «Алиса» работает на смартфонах и компьютерах, в автомобилях и в Яндекс.Станции. | с 2017 года   |

Также: Яндекс.Документы

## Программы и приложения

### Программы для компьютера
| Сервис                   | URL | Описание | Годы работы |
| ------------------------ | --- | --- | ----------- |
| Яндекс.Браузер           |     | Веб-обозреватель собственной разработки. Основан на кодовой базе проекта Chromium                                                                             | с 2012 года |
| Визуальные закладки      |     | Интерфейс визуальных закладок для браузера с возможностью добавления до 25 страниц                                                                            | ?           |
| Яндекс.Карточка          |     | Расширение для браузера — быстрые подсказки о знаменитых людях, фильмах, событиях и многом другом                                                             | ?           |
| Менеджер браузеров       |     | Предотвращает изменение настроек обозревателей при установке сторонних программ без ведома пользователя                                                       | с 2013 года |
| Яндекс.Сервер            |     | Продукт для корпоративного поиска и/или поиска по сайту | ?           |
| Яндекс.Советник          |     | Расширение для браузера, отображающее цены на один и тот же товар на различных площадках при посещении интернет-магазинов. Позволяет находить наименьшую цену | с 2014 года |
| Скринсейвер Яндекс.Фоток |     | Экранная заставка с избранными фотографиями | ?           |
| Скринсейвер Яндекса      |     | Экранная заставка | ?           |
| Яндекс.Танк              |     | Инструмент нагрузочного тестирования | с 2012 года |
| Элементы Яндекса         |     | Кнопки для браузеров, расширяющие их функциональность | с 2000 года |
| Punto Switcher           |     | Автоматически восстанавливает раскладку клавиатуры | с 2001 года |
| Клиент Яндекс.Чатов      |     | Десктопный клиент мессенджера от Яндекса | ?           |
| Яндекс.Диск              |     | Клиент Яндекс.Диска | ?           |
| ClickHouse               |     | Колоночная аналитическая СУБД с открытым кодом | с 2016 года |
| Яндекс — с Алисой        |     | Быстрый поиск с умными подсказками и голосовой помощник Алиса.                                                                                                | с 2022      |
| Яндекс Старт             |     | В приложении Яндекс Старт всё нужное на одном экране и любую страницу можно сделать главной.                                                                  |             |

Имеются также браузеры собственной сборки: Internet Explorer, Mozilla Firefox, Opera.

### Мобильные приложения
В основном схожи с веб-сервисами, но имеются и «уникальные». Размещены на страницах каталогов приложений соответствующих платформ.
| Сервис              | Android | iOS |
| ------------------- | ------- | --- |
| Yandex Apps         |         |     |
| Yandex Services AG  |         |     |
| AI-Technologies LLC |         |     |
| Едадил              |         |     |
| Дом с Алисой        |         |     |
| Яндекс Клавиатура   |         |     |
| Шедеврум            |         |     |
| Яндекс.книги        |         |     |
| Яндекс Браузер Лайт |         |     |
| Яндекс.Электрички   |         |     |
| Яндекс Ключ         |         |     |
| Сказбука            |         |     |
| Плюс Сити           |         |     |

#### Windows
Такси, Маркет, Метро, Деньги, Погода, Музыка, Карты, Навигатор

## Закрытые
| Сервис                     | URL                                                 | Описание | Годы работы                   |
| -------------------------- | --------------------------------------------------- | --- | ----------------------------- |
| Антивирус                  |                                                     | Яндекс-версия Антивируса Касперского | 2011 — 2013                   |
| Беру (маркетплейс)         |                                                     | Маркетплейс, совместное предприятие «Сбербанка» и «Яндекса». Бренд перестал существовать 1 октября 2020 года, когда маркетплейс переехал в раздел «Покупки» на «Яндекс. Маркете».                                                                                                | 2018 — 2020                   |
| Локальная сеть Яндекса     |                                                     | Предоставляла возможность пользоваться всеми службами Яндекса не по федеральному, а по локальному тарифу | 2008 — 2016                   |
| Фабрика данных Яндекса     |                                                     | Работа с большими файлами. Заменена на Яндекс.Облако | 2014 — 2018                   |
| Яндекс.Лента               |                                                     | Служба чтения RSS-лент онлайн. Заменена на Яндекс.Новости | 2005 — 2013                   |
| Яндекс.Медиана             |                                                     | Сервис для мониторинга СМИ и сайтов | 2016 — 2018                   |
| Яндекс.Мастер              |                                                     | Служба вызова исполнителей мелких бытовых заданий. | 2014 — 2015                   |
| Яндекс.Книги               |                                                     | Поиск книг, авторов. | 2008 — 2012                   |
| Яндекс.Виджеты             |                                                     | Виджеты для главной страницы Яндекса и рабочего стола Windows | 2009 — 2017                   |
| Мои находки                |                                                     | История индивидуальных поисковых запросов | 2007 — 2016                   |
| Яндекс.Спамооборона        |                                                     | Спам-фильтр для корпоративного использования | 2005 — 2011                   |
| Яндекс.Строка              |                                                     | Дополнительная панель инструментов для панели задач, позволяющая вести поиск в интернете и на компьютере. Заменена на Алису. | 2015 — 2017                   |
| Яндекс.Manul               |                                                     | Свободный антивирус для сайтов. | 2015 — 2016                   |
| Яндекс.Кит                 | (недоступная ссылка)                                | Операционная система на основе Андроид | 2014 — 2015                   |
| Яндекс.Shell               |                                                     | Объёмный интерфейс для телефонов на базе «Андроид». В данный момент заменён на Яндекс.Лончер. | 2012 — 2015                   |
| Яндекс.Store               | Архивная копия от 4 октября 2012 на Wayback Machine | Магазин приложений «Яндекса» для смартфонов и планшетов | 2013 — 2020                   |
| «Дзен-Поиск»               |                                                     | «Медитативный поиск», не требующий введения поискового запроса | 2001 — 2015                   |
| Яндекс.Диктовка            |                                                     | Приложение для перевода устной речи в текст | 30 октября 2014—2016          |
| Яндекс.Закладки            |                                                     | Система хранения закладок | 22 июня 2004 — 13 апреля 2015 |
| Яндекс.Город               |                                                     | Служба поиска и выбора организаций с отзывами и рейтингом | 2014 — 2016                   |
| Яндекс.Краски              |                                                     | Программа позволяла с помощью специальных инструментов в интерфейсе рисовать различные картинки | 2007 — 2013                   |
| Мой Круг                   |                                                     | Социальная сеть. Продана компании «Тематические медиа» | 2005 — 2015                   |
| Яндекс.Народ               |                                                     | Бесплатная служба для создания сайтов. Переехала на uCoz) | 2000 — 2013                   |
| Яндекс.Нано                |                                                     | Площадка для тестирования новых служб | 2007 — 2009                   |
| Я.Онлайн                   |                                                     | Мессенджер на основе технологии Jabber | 2007 — 2013                   |
| Яндекс.Объявления          |                                                     | Сервис по поиску и приёму объявлений | 2020 — 2022                   |
| Яндекс.Ответы              |                                                     | Служба вопросов и ответов | 2009 — 2010                   |
| Яндекс.Открытки            |                                                     | Служба для отправки электронных открыток | 2000 — 31 декабря 2013        |
| Персональный поиск Яндекса |                                                     | Поиск по файлам на компьютере пользователя | 2005 — 2007                   |
| Яндекс.Прогулки            | ?                                                   | Путеводитель по городам России в виде мобильного приложения | 2015 — 2015                   |
| Пульс блогосферы           |                                                     | Определял всплеск запросов к тому или иному слову или фразе | 2007—2013                     |
| Яндекс.Пиво                |                                                     | Сайт о пиве | 2001 — 2004                   |
| Яндекс.Район               |                                                     | Гиперлокальный сервис для общения людей в одном районе | 2016 — 2020                   |
| Яндекс.WiFi                |                                                     | Сеть бесплатных точек беспроводного доступа | 2004 — 2007                   |
| Я.ру                       |                                                     | Блог-платформа | 2007 — 2014                   |
| Яндекс.Словари             |                                                     | Энциклопедии, справочники, словари-переводчики | 2005 — 2016                   |
| Яндекс.Каталог             |                                                     | Каталог веб-сайтов с сортировкой по индексу цитирования. Пополняется вручную редакторами каталога, имеется возможность платной регистрации | 2000 — 2018                   |
| Яндекс.Фотки               |                                                     | Бесплатный фотохостинг. Имеет технологию распознавания лиц на фотографиях | 2007 — 2018                   |
| Яндекс.Таланты             |                                                     | Сервис поиска работы без резюме. 21 декабря 2020 года стал частью Яндекс. Объявлений. | 2017 — 2020                   |
| Яндекс.Толк                |                                                     | Сервис для профессиональных статей | 2018 — 2019                   |
| Яндекс.Транспорт           |                                                     | Приложение для устройств на базе iOS и «Андроид» для отслеживания положения общественного транспорта в реальном времени. Функционал приложения перенесён в Яндекс.Карты | 2014 — 2020                   |
| Яндекс.Каршеринг           |                                                     | Сервис отображал на карте города расположение автомобилей каршеринговых служб. Был закрыт в ноябре 2017 из-за невозможности ввести функцию бронирования автомобилей, так как сервисы каршеринга отказывались предоставлять необходимые данные. После был заменён на Яндекс.Драйв | 2012 — 2017                   |
| Яндекс.Игрушки             |                                                     | Каталог игр Яндекса. Его новый аналог — games.yandex.ru | 2002 — 2013                   |
| Яндекс.Эфир                |                                                     | Видеосервис, позволяющий смотреть прямую трансляцию многих центральных ТВ и собственных каналов «Яндекса». Его функционал переехал в раздел «Видео» на «Яндекс. Дзене». | 2018—2021 гг.                 |
| Bringly                    |                                                     | Платформа для трансграничной онлайн-торговли | 2018 — 2019                   |
| Яндекс.Люди                |                                                     | Поиск профилей в социальных сетях | 2012 — 2020                   |
| Яндекс.Аура                |                                                     | Социальная сеть | 2019 — 2020                   |

## Устройства
| Сервис                  | URL | Описание | Дата выпуска |
| ----------------------- | --- | --- | ------------ |
| Яндекс.Станция          |     | Умная колонка с голосовым помощником «Алиса»                                                                     | с 2018 года  |
| Яндекс.Станция Мини     |     | Мини-версия Станции. Возможность управления жестами                                                              | с 2019 года  |
| Яндекс.Телефон          |     | Смартфон от Яндекса с интегрированными сервисами Яндекса                                                         | с 2018 года  |
| Яндекс.Модуль           |     | Медиаплеер для просмотра видео, в том числе «Яндекс.Эфира»                                                       | с 2019 года  |
| Яндекс.Авто             |     | Мультимедийная система для автомобиля с встроенными службами Яндекса, в том числе виртуальным ассистентом Алисой | с 2017 года  |
| Робот доставщик Яндекса |     | Автономное устройство для доставки грузов, посылок, почты                                                        | с 2019 года  |

## Публикации
- Обзор популярных сервисов Яндекса с описанием. 1ps.ru. Дата обращения: 21 февраля 2021.
- ИТ-платформа "Магистраль" для дальнобойщиков и владельцев грузов. logists.by. Дата обращения: 25 мая 2022.
- Сервисы Яндекса для бизнеса. 1ps.ru. Дата обращения: 21 февраля 2021.
- Информационно-развлекательные сервисы Яндекса. 1ps.ru. Дата обращения: 21 февраля 2021.
- Кладбище «Яндекса»: 36 проектов, которые закрыли, продали или заменили другими. vc.ru (30 мая 2019). Дата обращения: 21 февраля 2021.
- Закрытые сайты Яндекса. www.ph4.ru. Дата обращения: 21 февраля 2021.